# Florian Maniecki
Florian Maniecki (ur. 24 listopada 1927, zm. 19 grudnia 2008) – polski ekonomista, profesor nauk rolniczych.

## Życiorys
W 1956 r. ukończył studia ekonomiki rolnictwa w Szkole Głównej Gospodarstwa Wiejskiego w Warszawie, w 1976 r. uzyskał tytuł profesora nauk rolniczych. Pracował w Katedrze Ekonomiki i Organizacji Gospodarstw Rolniczych na Wydziale Ekonomicznym i Rolniczym Szkole Głównej Gospodarstwa Wiejskiego.
Został pochowany na starym cmentarzu na Służewie